# Open Spirit
"Open Spirit" ist die Bezeichnung für eine Manöver-Serie der NATO in der Ostsee.

## Struktur und Beteiligung
Das Open Spirit Manöver entstand aus der den Manövern des gemeinsamen Minensucher-Verband der Baltischen Staaten, der Baltic Naval Squadron (BALTRON) dem Estland, Lettland und Litauen angehören. Dieser führte seit jährliches dieses Manöver durch. Open Spirit ist die längste, seit dem Ende des Kalten Krieges in der Ostsee stattfindende Militär-Übung.
2013 beteiligte sich die stehende NATO Mine Countermeasures Group One (SNMCMG1) an OPEN SPIRIT. Bis 2013 stand das Manöver unter Lettischer Führung. 
Ziel der Übung war es auch immer alte Seeminen und Seebomben aus den beiden Weltkriegen in der Ostsee aufzuspüren und zu bergen. Diese gefährdeten teilweise internationale Seefahrtslinien und Fischereigebiete.

### Open Spirit 2014
200 Marinesoldaten waren im April 2014 in Kiel zum Manöver angetreten. Am 22. April 2014 legte der Minenräumverband von der Tirpitzmole im Kieler Marinehafen ab:
| Kennung | Name          | Land        | Mannschaftsstärke | Aufgabe                                    | Heimathafen |
| ------- | ------------- | ----------- | ----------------- | ------------------------------------------ | ----------- |
| M313    | Admiral Cowan | Estland     | unbekannt         | Minensuche                                 | unbekannt   |
| M 857   | Makkum        | Niederlande | unbekannt         | Minensuche                                 | unbekannt   |
| M916    | Bellis        | Belgien     | unbekannt         | Minensuche                                 | unbekannt   |
| M351    | Otra          | Norwegen    | unbekannt         | Minensuche, schnellstes Boot des Verbandes | unbekannt   |
| A535    | Valkyrien     | Norwegen    | unbekannt         | Kommandoboot des Verbandes                 | unbekannt   |
| A 511   | Elbe          | Deutschland | unbekannt         | Kommandoschiff ab Mai 2014                 | Warnemünde  |

Das Kommando des Manövers hatte der norwegische Offizier Eirik Otterbu bis Mai 2014. Dann übernahm Deutschland das Kommando und der Tender Elbe stieß als Führungsschiff mit 45 Soldaten zum Verband. Erster Hafen des Verbandes war Swinemünde in Polen. Die Schiffe patrouillierten auf der Ostsee und an der Küste der Nato-Mitgliedsländer Polen, Litauen, Lettland und Estland. Mitte Mai begann die Minensuchübung durch den Verband vor der Küste Lettlands.
Das lange geplante Manöver erlangte 2014 besondere Bedeutung, da es zu einem gespannten Verhältnis zwischen der NATO und Russland wegen der militärischen Auseinandersetzungen in der Ukraine kam. Die Gefahr einer Konfrontation durch den Verband sah die NATO jedoch nicht. Nach NATO Informationen hatten sich die Aktivitäten der russischen Marine nicht verändert. Die Präsenz der Minensucher auf der Ostsee sei „rein defensiv“ und keine Drohung gegen Russland. Vielmehr gehe es darum, die eigenen Verbündeten im Baltikum und Polen zu beruhigen.